# هيروشي أوكازاكي
هيروشي أوكازاكي (باليابانية: 岡崎洋؛ بالكانا: おかざき ひろし) هو لاعب شوغي ‏ ياباني، ولد في 4 مايو 1967 في تشيبا في اليابان.